# Hattrick
Hattrick è un videogioco per browser di tipo manageriale di calcio, nato in Svezia nel 1997 , disponibile in 156 paesi del mondo e tradotto in 53 lingue.
Il numero di utenti attivi, ciascuno con la propria squadra immaginaria, raggiunse quasi 1 000 000 nel 2009, per poi scendere gradualmente a 350 000 nel 2015. A 28 anni dalla data di pubblicazione, nell'agosto 2025, gli utenti attivi sono circa 218 000 e viene giocata la 92a stagione.

## Modalità di gioco
Dopo la registrazione, l'utente viene inserito in una lista d'attesa e appena possibile riceve una squadra. Solitamente il nuovo utente prende il controllo di una squadra abbandonata dal precedente proprietario, posizionata nell'ultima serie della nazione in cui si iscrive, in Italia l'ottava, con una rosa di giocatori, un allenatore con abilità accettabile, uno stadio da 12.000 posti e un altrettanto piccolo circolo di tifosi con 400 membri. Scopo del gioco è gestire al meglio la propria rosa, arrivando a vincere il proprio girone e ad essere promosso alla serie superiore. Ogni stagione dura esattamente 16 settimane (14 di campionato, 1 di eventuali spareggi e 1 di pausa), quindi circa quattro mesi.
Ogni utente ha anche la possibilità di gestire il settore giovanile del proprio club, nella speranza di trovare giovani giocatori dotati di talento. L'utente può scegliere tra due diverse modalità di gestione del settore giovanile: la prima (il cosiddetto metodo classico delle giovanili) è la più semplice, in quanto consiste nella possibilità di reclutare e promuovere ogni settimana un giocatore random proveniente da fuori direttamente nella squadra principale; la seconda (introdotta dagli sviluppatori a partire dal marzo 2007) consiste nell'attivare una vera e propria squadra primavera, che parteciperà ad apposite leghe giovanili create dagli stessi utenti e che, tramite un sistema di allenamento simile a quello previsto per la prima squadra, permetterà ai giovani giocatori di migliorare le abilità iniziali di cui sono dotati prima della promozione in prima squadra.
Per vincere è necessario curare tanto l'aspetto tattico quanto quello economico. Per quanto riguarda il primo, l'utente può scegliere con che formazione schierare la sua squadra e che tipo di strategia di gioco adottare, specificando anche gli ordini individuali per ogni elemento della propria compagine. La simulazione della partita è solo testuale.
Ogni giocatore è caratterizzato da diversi valori in otto abilità o skill principali (parate, difesa, regia, cross, attacco, calci piazzati, resistenza e passaggi), oltre ad altri tre parametri (forma, esperienza e carisma). Alcuni giocatori hanno anche delle abilità speciali che possono permettere loro di segnare in alcune circostanze, o compiere azioni particolari nel corso della partita: ci sono giocatori abili nel colpo di testa, altri particolarmente veloci o potenti, altri imprevedibili, altri ancora con spiccate doti tecniche.
Per rafforzare la propria squadra l'utente potrà intervenire sul mercato, comprando e vendendo giocatori di tutto il mondo, e potrà scegliere una strategia di allenamento per migliorare i suoi giocatori in una specifica abilità.
Le principali fonti di introiti di una squadra sono date dagli sponsor, dai biglietti dello stadio e dalla vendita dei propri giocatori (dopo aver rinforzato le loro abilità, e dunque il loro valore, con l'allenamento). Se l'utente riesce a vincere il proprio girone, potrà essere promosso e quindi giocare, la stagione successiva, in una serie superiore.
Ogni nazione ha anche una Coppa nazionale composta da partite settimanali a eliminazione diretta in gara unica, giocate in casa della squadra più in basso nello speciale ranking della coppa. Il numero di partecipanti è sempre pari ad una potenza di 2 e varia a seconda del numero totale di utenti attivi della nazione stessa, fino ad un massimo 32768 squadre (che corrisponde ad una competizione giocata su 15 turni).
Tutte le nazioni hanno una squadra Nazionale maggiore e una Under 21; ogni due stagioni si gioca la Coppa del Mondo per le Nazionali maggiori, alternandola con quella dell'Under 21. Al termine di ogni torneo si svolgono le elezioni all'interno della comunità di ogni nazione per stabilire quale utente abbia l'onore e il privilegio di guidare la nazionale al successivo torneo.
La prima nazione a vincere il torneo maggiore, escludendo la Svezia dei creatori del gioco, è stata la Norvegia. Non esiste nessuna finale per il 3º e 4º posto e le due semifinaliste perdenti si classificano entrambe al 3º posto.
Vi è infine una coppa del mondo per club, gli Hattrick Masters, cui partecipano tutti i vincitori della serie maggiore e della coppa nazionale di ogni Paese. Nel caso sia la stessa squadra ad aggiudicarsi questi trofei, spetterà solo a lei rappresentare la propria nazione ai Masters, in quanto, come si legge nel regolamento, "gli Hattrick Masters non sono una competizione per perdenti". La competizione consiste in genere di 5 turni ad eliminazione diretta, seguiti da quarti di finale, semifinale e finale, che si svolgono tutti in quattro settimane circa a metà della stagione, il lunedì ed il giovedì. Il numero di squadre partecipanti è variabile, dato che alcune nazioni possono portare una sola squadra ai Masters, nel caso abbia vinto sia la coppa che lo scudetto. Questo fa sì che alcune squadre, sorteggiate a caso, accedano direttamente al secondo turno.

## Community
Attorno ad Hattrick è nata una community con un sistema di conferenze, posta interna e forum nelle lingue di tutto il mondo.
Coloro che scelgono di pagare una piccola quota mensile, trimestrale o annuale (per diventare Supporter) hanno accesso ad alcune funzioni accessorie, come statistiche avanzate, possibilità di personalizzare la propria squadra scegliendone stemma e divisa e la possibilità di entrare a far parte delle Federazioni, gruppi di utenti caratterizzati da un interesse comune.
Va sottolineato, comunque, che i supporter non hanno nessun vantaggio rispetto agli altri giocatori, come avviene invece in molti altri browsergame, dove gli account plus garantiscono spesso vantaggi nello svolgimento del gioco. Hattrick è un gioco completamente gratuito e chi paga lo fa solo per avere qualche abbellimento grafico, statistico o relativo alla comunità.
La lega nazionale con più utenti attivi è l'Italia, poi la Spagna, la Germania, la Polonia, la Svizzera ed il Portogallo, senza dimenticare leghe come quelle francese, olandese, argentina, belga, finlandese e turca.
Dopo un notevole incremento di utenti nel settembre 2006, le nazioni con più utenti sono Spagna, Italia, Germania, Svizzera e Olanda con 10 livelli di campionato. Dell'universo Hattrick fanno parte anche molti software, sviluppati da terze parti, appassionati e amatori, che possono essere utilizzati per gestire la propria squadra; alcuni hanno ottenuto la certificazione CHPP (Certified Hattrick Product Provider) da parte dei creatori di Hattrick.

## Albo d'oro

### Hattrick Masters
La prima edizione del torneo mondiale per club si è disputata durante la stagione 28 (2006).
| Stagione | Vincitore                            | Risultato    | Secondo posto                  |
| -------- | ------------------------------------ | ------------ | ------------------------------ |
| 28       | FC Barentin                          | 5 - 0        | Skou United                    |
| 29       | The Insane                           | 2 - 0        | I L.S.F.                       |
| 30       | Alberto Garcia                       | 4 - 0        | Fc Pärtna                      |
| 31       | Hapoel Nahariya                      | 4 - 2        | Taj Mahal                      |
| 32       | AC Ziky team                         | 5 - 2        | IFK Ninweborg                  |
| 33       | Beltxis                              | 3 - 1        | Jefet's Addiction              |
| 34       | Romasz                               | 2 - 0        | Spiroezie                      |
| 35       | Zeta                                 | 4 - 2        | TURKSTRIKERS                   |
| 36       | Super_Stars                          | 2 - 1        | FC Michelndorf                 |
| 37       | Beltxis                              | 7 - 5 (dcr)  | FightClub Football Club        |
| 38       | Hackers United                       | 2 - 1 (dts)  | Innat FC                       |
| 39       | Erdo                                 | 5 - 3        | Akris Nijmegen                 |
| 40       | Craiova Champions                    | 1 - 0        | Olympique Maraviglia           |
| 41       | FC Holcim                            | 3 - 2        | Condenados FC                  |
| 42       | Orda Balorda Urbino                  | 3 - 2 (dts)  | Dandy de Tazmania              |
| 43       | Craiova Champions                    | 1 - 0        | Oravakütid                     |
| 44       | Wiehlmys                             | 1 - 0        | P L A Y B O Y S                |
| 45       | FC Canniballz                        | 2 - 1        | Drakonians CF                  |
| 46       | Drakonians CF                        | 4 - 2        | The Darker Side                |
| 47       | bellamy bff                          | 2 - 1        | A.S. Kursaal                   |
| 48       | DEOPS                                | 3 - 2        | Orda Balorda Urbino            |
| 49       | Big Battle Axe                       | 2 - 1        | Real Gentbrugge                |
| 50       | Mishima Zaibatsu                     | 3 - 2        | Ditry deeds                    |
| 51       | Oppostafazione                       | 4 - 2        | Donja Gorica                   |
| 52       | Cito Palyo                           | 4 - 2        | Dynamo Soldels FC              |
| 53       | WANDER'S F.C.                        | 3 - 2        | 1982 Niupi                     |
| 54       | FC DeRibas                           | 4 - 2        | Vyborg's Lions                 |
| 55       | FC DeRibas                           | 5 - 2        | The Darker Side                |
| 56       | Thought Police's Unfortunate Victory | 3 - 2        | Trance Masters                 |
| 57       | Snoopeace                            | 8 - 6 (dcr)  | Hermesz                        |
| 58       | Guapachosos                          | 3 - 2        | EL Gabrielinio                 |
| 59       | Akihabara Tigers                     | 4 - 3        | Sūnu ciema zēni                |
| 60       | Wild Oscar                           | 4 - 2        | Manchester United Red Devils   |
| 61       | Prinskorv FC                         | 4 - 0        | Wonderbolts                    |
| 62       | Be Champions FC                      | 4 - 3        | Manchester United Red Devils   |
| 63       | Ancient Wolves                       | 10 - 9 (dcr) | Charging Bulls                 |
| 64       | Dandy de Tazmania 2                  | 5 - 3 (dcr)  | REAL MADRID C.F                |
| 65       | EL BONCHE                            | 6 - 1        | FC Underhill Village           |
| 66       | Broscute                             | 7 - 2        | ACN Fiorentina                 |
| 67       | Broscute                             | 3 - 0        | Bunga Bangladesh               |
| 68       | Mahatma Memorial                     | 3 - 1        | F13 Sancho DeLUXe              |
| 69       | Uthaugen IF                          | 3 - 2        | Leaders_                       |
| 70       | Leaders_                             | 4 - 1        | Laniakea                       |
| 71       | Spentrup IF                          | 2 - 1        | De Rodenburcht                 |
| 72       | St.Paul United F.C                   | 5 - 3        | Spentrup IF                    |
| 73       | De Rodenburcht                       | 2 - 1        | Koren's Kanoos                 |
| 74       | Corinthians Moçambique               | 2 - 0        | RollinDice                     |
| 75       | Gretna                               | 4 - 0        | Rejnstrup Utd                  |
| 76       | Caesar Spor II                       | 4 - 2        | Fc Guerez                      |
| 77       | UnicoGrandeAmore                     | 2 - 1        | Los Sureños (mendruguillos II) |
| 78       | Comandaante Ernesto "Che" Guevara B  | 3 - 2        | Meerkats Athletic              |
| 79       | Smookinglirarna                      | 1 - 0        | Vijayapura Vipers              |
| 80       | Gui&Gon                              | 4 - 2        | Los Sureños (mendruguillos II) |
| 81       | DarthFenuz                           | 7 - 6 d.c.r  | imparatenia                    |

Vittorie per nazione
| Squadra               | 1° | 2° |
| --------------------- | -- | -- |
| Italia                | 3  | 5  |
| Romania               | 3  |    |
| Norvegia              | 3  |    |
| Svezia                | 2  | 3  |
| Ucraina               | 2  | 2  |
| Polonia               | 2  | 1  |
| Finlandia             | 2  |    |
| Inghilterra           | 2  |    |
| Svizzera              | 2  |    |
| Venezuela             | 2  |    |
| Yemen                 | 2  |    |
| Russia                | 1  | 3  |
| Paesi Bassi           | 1  | 3  |
| Danimarca             | 1  | 3  |
| Belgio                | 1  | 3  |
| Estonia               | 1  | 2  |
| Ungheria              | 1  | 1  |
| Spagna                | 1  | 1  |
| Israele               | 1  | 1  |
| Lituania              | 1  | 1  |
| Barbados              | 1  |    |
| Bulgaria              | 1  |    |
| Colombia              | 1  |    |
| Francia               | 1  |    |
| Grecia                | 1  |    |
| Hong Kong             | 1  |    |
| Pakistan              | 1  |    |
| Cile                  | 1  |    |
| Repubblica Ceca       | 1  |    |
| Repubblica Dominicana | 1  |    |
| Giappone              | 1  |    |
| Singapore             | 1  |    |
| India                 | 1  |    |
| Irlanda del Nord      | 1  |    |
| Mozambico             | 1  |    |
| Senegal               | 1  |    |
| Nicaragua             | 1  |    |
| Guatemala             | 1  |    |
| Arabia Saudita        | 1  |    |
| Cipro                 |    | 3  |
| Benin                 |    | 3  |
| Sudafrica             |    | 2  |
| Lettonia              |    | 2  |
| Turchia               |    | 2  |
| Lussemburgo           |    | 2  |
| Austria               |    | 1  |
| Bolivia               |    | 1  |
| Portogallo            |    | 1  |
| Cina                  |    | 1  |
| Bangladesh            |    | 1  |
| Slovenia              |    | 1  |
| Nigeria               |    | 1  |
| Vietnam               |    | 1  |
| Brunei                |    | 1  |
| Oceania               |    | 1  |

### Coppa del Mondo
| Edizione         | Ospitante                | Finale          | Finale                                   | Finale          |                         |
| Edizione         | Ospitante                | Vincitore       | Risultato                                | 2º posto        | 3º posto                |
| ---------------- | ------------------------ | --------------- | ---------------------------------------- | --------------- | ----------------------- |
| World Cup I      | Corea del Sud & Giappone | Svezia          | 4 - 1                                    | Inghilterra     | Stati Uniti Finlandia   |
| World Cup II     | Argentina                | Svezia          | 5 - 0                                    | Polonia         | Stati Uniti Norvegia    |
| World Cup III    | Olanda                   | Svezia          | 4 - 0                                    | Canada          | Inghilterra Paesi Bassi |
| World Cup IV     | Stati Uniti              | Norvegia        | 4 - 2                                    | Svezia          | Romania Danimarca       |
| World Cup V      | Spagna                   | Svezia          | 6 - 1                                    | Inghilterra     | Norvegia Finlandia      |
| World Cup VI     | Brasile                  | Svezia          | 8 - 0                                    | Scozia          | Danimarca Polonia       |
| World Cup VII    | Cina                     | Svezia          | 3 - 1                                    | Spagna          | Lettonia Polonia        |
| World Cup VIII   | Germania                 | Germania        | 3 - 1                                    | Romania         | Oceania Spagna          |
| World Cup IX     | Russia                   | Estonia         | 4 - 0                                    | Repubblica Ceca | Russia Ungheria         |
| World Cup X      | Portogallo               | Portogallo      | 4 - 1                                    | Turchia         | Estonia Polonia         |
| World Cup XI     | Belgio                   | Repubblica Ceca | 2 - 1                                    | Ucraina         | Lettonia Ungheria       |
| World Cup XII    | Colombia                 | Russia          | 2 - 0                                    | Grecia          | Polonia Spagna          |
| World Cup XIII   | Grecia                   | Germania        | 3 - 1                                    | Danimarca       | Inghilterra Spagna      |
| World Cup XIV    | Thailandia               | Grecia          | 2 - 1                                    | Belgio          | Stati Uniti Cile        |
| World Cup XV     | Sudafrica                | Norvegia        | 2 - 0                                    | Bolivia         | Svizzera Svezia         |
| World Cup XVI    | India                    | Danimarca       | 2 - 1                                    | Svezia          | Malesia Polonia         |
| World Cup XVII   | Trinidad e Tobago        | Cile            | 1 - 0                                    | Svizzera        | Svezia Finlandia        |
| World Cup XVIII  | Israele                  | Polonia         | 2 - 1 ( Golden gol)                      | Slovenia        | Austria Italia          |
| World Cup XIX    | Montenegro               | Bulgaria        | 8 - 7 ai rigori (2 - 2 ai supplementari) | Ungheria        | Romania Russia          |
| World Cup XX     | Tunisia                  | Finlandia       | 4 - 3                                    | Svizzera        | Spagna Germania         |
| World Cup XXI    | Brasile                  | Cile            | 5 - 1                                    | Svizzera        | Spagna Danimarca        |
| World Cup XXII   | Andorra                  | Cile            | 7 - 5 (2 - 2) d.c.r.                     | Paesi Bassi     | Serbia Turchia          |
| World Cup XXIII  | Indonesia                | Canada          | 3 - 2                                    | Cile            | Italia Serbia           |
| World Cup XXIV   | Estonia                  | Paesi Bassi     | 4 - 1                                    | Italia          | Rep. Ceca Finlandia     |
| World Cup XXV    | Francia                  | Paesi Bassi     | 5 - 1                                    | Russia          | Slovenia Polonia        |
| World Cup XXVI   | Guatemala                | Italia          | 4 - 2                                    | Ungheria        | Rep. Ceca Cile          |
| World Cup XXVII  | Oceania                  | Italia          | 3 - 1                                    | Uruguay         | Serbia Venezuela        |
| World Cup XXVIII | Lettonia                 | Romania         | 2 - 1                                    | Iraq            | Spagna Bulgaria         |
| World Cup XXIX   | Croazia                  | Lussemburgo     | 3 - 1                                    | Paesi Bassi     | Canada Polonia          |
| World Cup XXX    | Benin                    | Austria         | 2 - 1                                    | Israele         | Malta Finlandia         |
| World Cup XXXI   | Camerun                  | Cina            | 1 - 0                                    | Iran            | Danimarca Estonia       |

Vittorie per nazione
| Squadra     | 1° | 2° | 3° |
| ----------- | -- | -- | -- |
| Svezia      | 6  | 2  | 2  |
| Cile        | 3  | 1  | 3  |
| Paesi Bassi | 2  | 2  | 1  |
| Italia      | 2  | 1  | 2  |
| Norvegia    | 2  |    | 2  |
| Germania    | 2  |    | 1  |
| Polonia     | 1  | 1  | 7  |
| Danimarca   | 1  | 1  | 4  |
| Russia      | 1  | 1  | 2  |
| Rep. Ceca   | 1  | 1  | 2  |
| Romania     | 1  | 1  | 2  |
| Canada      | 1  | 1  | 1  |
| Grecia      | 1  | 1  |    |
| Finlandia   | 1  |    | 5  |
| Estonia     | 1  |    | 2  |
| Bulgaria    | 1  |    | 1  |
| Austria     | 1  |    | 1  |
| Portogallo  | 1  |    |    |
| Cina        | 1  |    |    |
| Lussemburgo | 1  |    |    |
| Svizzera    |    | 3  | 1  |
| Inghilterra |    | 2  | 2  |
| Ungheria    |    | 2  | 2  |
| Spagna      |    | 1  | 6  |
| Slovenia    |    | 1  | 1  |
| Turchia     |    | 1  | 1  |
| Scozia      |    | 1  |    |
| Ucraina     |    | 1  |    |
| Uruguay     |    | 1  |    |
| Belgio      |    | 1  |    |
| Bolivia     |    | 1  |    |
| Iraq        |    | 1  |    |
| Israele     |    | 1  |    |
| Iran        |    | 1  |    |
| Stati Uniti |    |    | 3  |
| Lettonia    |    |    | 2  |
| Serbia      |    |    | 2  |
| Malesia     |    |    | 1  |
| Oceania     |    |    | 1  |
| Venezuela   |    |    | 1  |
| Malta       |    |    | 1  |

### Coppa del Mondo Under-20 (ora Under-21)
| Edizione              | Ospitante           | Finale      | Finale               | Finale      |
| Edizione              | Ospitante           | Vincitore   | Risultato            | 2º posto    |
| --------------------- | ------------------- | ----------- | -------------------- | ----------- |
| World Cup U-20 I      | Germania            | Svezia      | 7 - 0                | Oceania     |
| World Cup U-20 II     | Oceania             | Svezia      | 2 - 0                | Inghilterra |
| World Cup U-20 III    | Romania             | Romania     | 2 - 1                | Polonia     |
| World Cup U-20 IV     | Egitto              | Norvegia    | 4 - 2                | Spagna      |
| World Cup U-20 V      | Cile                | Romania     | 3 - 2                | Paesi Bassi |
| World Cup U-20 VI     | Italia              | Estonia     | 4 - 2                | Spagna      |
| World Cup U-20 VII    | Messico             | Norvegia    | 2 - 1                | Austria     |
| World Cup U-20 VIII   | Israele             | Svezia      | 4 - 2                | Estonia     |
| World Cup U-20 IX     | Malesia             | Germania    | 3 - 1                | Messico     |
| World Cup U-20 X      | Perù                | Estonia     | 3 - 2                | Polonia     |
| World Cup U-20 XI     | Finlandia           | Romania     | 6 - 3                | Spagna      |
| World Cup U-20 XII    | Kenya               | Italia      | 5 - 0                | Francia     |
| World Cup U-20 XIII   | Canada              | Germania    | 2 - 1                | Italia      |
| World Cup U-20 XIV    | Iran                | Germania    | 2 - 0                | Ungheria    |
| World Cup U-20 XV     | Bosnia & Erzegovina | Belgio      | 2 - 1                | Spagna      |
| World Cup U-20 XVI    | Polonia             | Italia      | 2 - 0                | Norvegia    |
| World Cup U-20 XVII   | Panama              | Germania    | 5 - 0                | Polonia     |
| World Cup U-20 XVIII  | Finlandia           | Paesi Bassi | 3 - 1                | Belgio      |
| World Cup U-20 XIX    | Norvegia            | Finlandia   | 3 - 2                | Svizzera    |
| World Cup U-20 XX     | Italia              | Italia      | 6 - 4 (3 - 3) d.c.r. | Estonia     |
| World Cup U-20 XXI    | Belgio              | Norvegia    | 3 - 1                | Finlandia   |
| World Cup U-20 XXII   | Romania             | Germania    | 6 - 2                | Malta       |
| World Cup U-20 XXIII  | Isole Faroe         | Paesi Bassi | 3 - 1                | Belgio      |
| World Cup U-20 XXIV   | Costa d'Avorio      | Germania    | 3 - 0                | Cile        |
| World Cup U-20 XXV    | Pakistan            | Svizzera    | 4 - 1                | Belgio      |
| World Cup U-20 XXVI   | USA                 | Danimarca   | 1 - 0                | Bielorussia |
| World Cup U-20 XXVII  | El Salvador         | Romania     | 2 - 1                | Paesi Bassi |
| World Cup U-20 XXVIII | Svezia              | Italia      | 4 - 3                | Germania    |

Vittorie per nazione
| Squadra     | 1° | 2° |
| ----------- | -- | -- |
| Germania    | 6  | 1  |
| Italia      | 4  | 1  |
| Romania     | 4  |    |
| Norvegia    | 3  | 1  |
| Svezia      | 3  |    |
| Estonia     | 2  | 2  |
| Paesi Bassi | 2  | 2  |
| Belgio      | 1  | 3  |
| Finlandia   | 1  | 1  |
| Svizzera    | 1  | 1  |
| Danimarca   | 1  |    |
| Spagna      |    | 4  |
| Polonia     |    | 3  |
| Oceania     |    | 1  |
| Inghilterra |    | 1  |
| Austria     |    | 1  |
| Messico     |    | 1  |
| Francia     |    | 1  |
| Ungheria    |    | 1  |
| Malta       |    | 1  |
| Cile        |    | 1  |
| Bielorussia |    | 1  |